# Arnolt

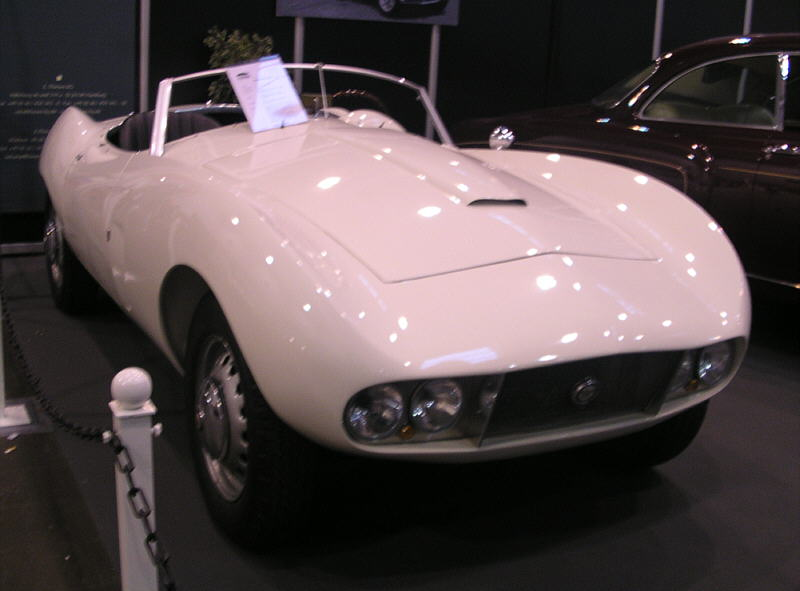
Arnolt Bristol Deluxe

Arnolt was een Amerikaans automerk van de Amerikaanse zakenman Stanley H. Arnolt (bekend als 'Wacky Arnolt'). S.H. Arnolt Inc. bestond van 1953 tot 1968 en bracht auto's op de markt met een chassis van Engelse modellen en carrosserieën die waren ontwerpen en gebouwd door het Italiaanse bedrijf Bertone. De auto's waren vooral bestemd voor de Amerikaanse markt.
Arnolt leverde de volgende modellen:
- Arnolt MG, op basis van de MG TD
- Arnolt Aston, op basis van de Aston Martin DB2/4
- Arnolt Bentley
- Arnolt Bristol, op basis van de Bristol 404